# Weiterentwickelte Antenne

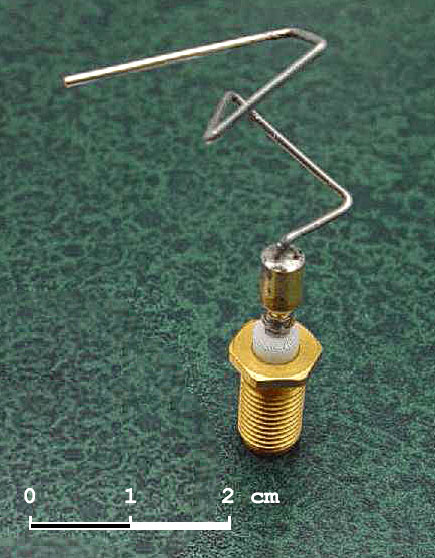
Die Antenne des NASA ST5-Weltraumfahrzeugs von 2006. Diese komplizierte Form wurde von einem evolutionären Computerdesign-Programm entwickelt, um das beste Strahlungsmuster zu erzeugen.

In der Funkkommunikation ist eine evolvierte Antenne oder weiterentwickelte Antenne eine Antenne, die vollständig oder weitgehend von einem automatischen Computerdesign-Programm entwickelt wurde, das einen evolutionären Algorithmus verwendet, der die darwinische Evolution nachahmt. Dieses Verfahren wird seit den frühen 2000er Jahren verwendet, um Antennen für missionskritische Anwendungen zu entwerfen, die strenge, widersprüchliche oder ungewöhnliche Designanforderungen beinhalten, wie z. B. ungewöhnliche Strahlungsmuster, für die keine der vielen bestehenden Antennentypen geeignet ist.

## Prozess
Das Computerprogramm beginnt mit einfachen Antennenformen und fügt dann Elemente auf eine semi-zufällige Weise hinzu oder ändert sie, um eine Reihe neuer Kandidaten-Antennenformen zu erzeugen. Diese werden dann bewertet, um zu bestimmen, wie gut sie die Designanforderungen erfüllen, und für jede wird eine numerische Punktzahl berechnet. In einem Schritt, der der natürlichen Selektion ähnelt, wird ein Teil der Kandidatenantennen mit den schlechtesten Punktzahlen verworfen, wodurch eine kleinere Population der höchstbewerteten Designs übrig bleibt. Mit diesen Antennen wiederholt der Computer das Verfahren und erzeugt eine nachfolgende Population (unter Verwendung von Operatoren wie Mutation, Crossover und Selektion), aus der die höherbewerteten Designs ausgewählt werden. Nach einer Anzahl von Iterationen wird die Population der Antennen bewertet und das höchstbewertete Design gewählt. Die resultierende Antenne übertrifft oft die besten manuellen Designs, weil sie eine komplizierte asymmetrische Form aufweist, die mit traditionellen manuellen Designmethoden nicht gefunden worden wäre.
Die ersten evolvierten Antennendesigns erschienen Mitte der 1990er Jahre durch die Arbeiten von Michielssen, Altshuler, Linden, Haupt und Rahmat-Samii. Die meisten Praktiker verwenden die Technik des genetischen Algorithmus oder eine Variante davon, um Antennendesigns zu entwickeln.
Ein Beispiel für eine evolvierte Antenne ist eine X-Band-Antenne, die für eine NASA-Mission im Jahr 2006 namens Space Technology 5 (ST5) entwickelt wurde. Das Ziel der Mission war es, innovative Technologien zu demonstrieren, die potenziell in zukünftigen Raumfahrtmissionen eingesetzt werden könnten. Jeder Satellit hatte zwei Kommunikationsantennen, um mit den Bodenstationen zu kommunizieren – eine evolvierte Antenne mit ungewöhnlicher Struktur und eine standardmäßigere, quadrifilar helix-Antenne. Die erstgenannte wurde entwickelt, um eine herausfordernde Reihe von Missionsanforderungen zu erfüllen, insbesondere die Kombination aus einer breiten Strahlbreite für eine zirkular polarisierte Welle und einer breiten Impedanzbandbreite, um die Auf- und Abwärtslink-Frequenzen im X-Band abzudecken. Beide Antennen wurden vom Physical Science Laboratory der New Mexico State University gefertigt. Ihr äußeres Erscheinungsbild war im Wesentlichen identisch, da ein Schaumstoff-Radom die strahlenden Elemente abdeckte. Die ST5-Mission wurde erfolgreich am 22. März 2006 gestartet und betrieb sich während der Missionsdauer, bevor sie von der NASA stillgelegt wurde, sodass diese evolvierte Antenne das weltweit erste künstlich evolvierte Objekt darstellt, das im Weltraum flog. Weitere evolvierte Antennen wurden später auf dem Lunar Atmosphere and Dust Environment Explorer (LADEE) Weltraumfahrzeug verwendet.